# Abdelhamid Bouchnak
Abdelhamid Bouchnak (àrab: عبد الحميد بوشناق, ʿAbd al-Ḥamīd Būxnāq) (Tunis, 1984) és un director de cinema de Tunísia.

## Biografia
Abdelhamid Bouchnak és el fill del cantant tunisià Lotfi Bouchnak. Va estudiar a l'Escola Superior d'Audiovisual i Cinema (ESAC) de Gammarth.
Després, es va convertir en director de l'empresa Shkoon Production.

## Carrera
Després de produir diversos treballs cinematogràfics, com ara la sèrie web Ta7ana, la sèrie de televisió Hedhoukom i els curtmetratges Alliance el 2011 i Bonbon el 2016, va dirigir Jadis Kerkouane, una docuficció històrica.
El 2018, va dirigir el seu primer llargmetratge, Dachra. Fou seleccionada a la Setmana Internacional de la Crítica de la 75a Mostra Internacional de Cinema de Venècia, on va se la pel·lícula de clausura.
El 2019, va dirigir la primera temporada de la sèrie Nouba, emesa a Nessma durant el mes del Ramadà. La segona temporada de la mateixa sèrie, titulada Ochèg Eddenia, s'emet el 2020 a Attessia TV i la plataforma Artify.
El 2021, va dirigir la sèrie Ken Ya Makenech durant el mes de Ramadà i emesa a Télévision tunisienne 1. La seva pel·lícula Papillon d'or, escollida per representar Tunísia a la carrera per l'Oscar a la millor pel·lícula de parla no anglesa als Oscars de 2022, va guanyar el premi del jurat a la millor decoració i efectes als Festival de Cinema de Cartago.
El seu segon llargmetratge, L'Aiguille, estrenat el desembre de  2023 a Tunísia, explica la història d'una parella i el seu nounat intersexual.
El 2024, va dirigir la sèrie Ragouj emesa a Nessma.